# Carl Julius Stübel

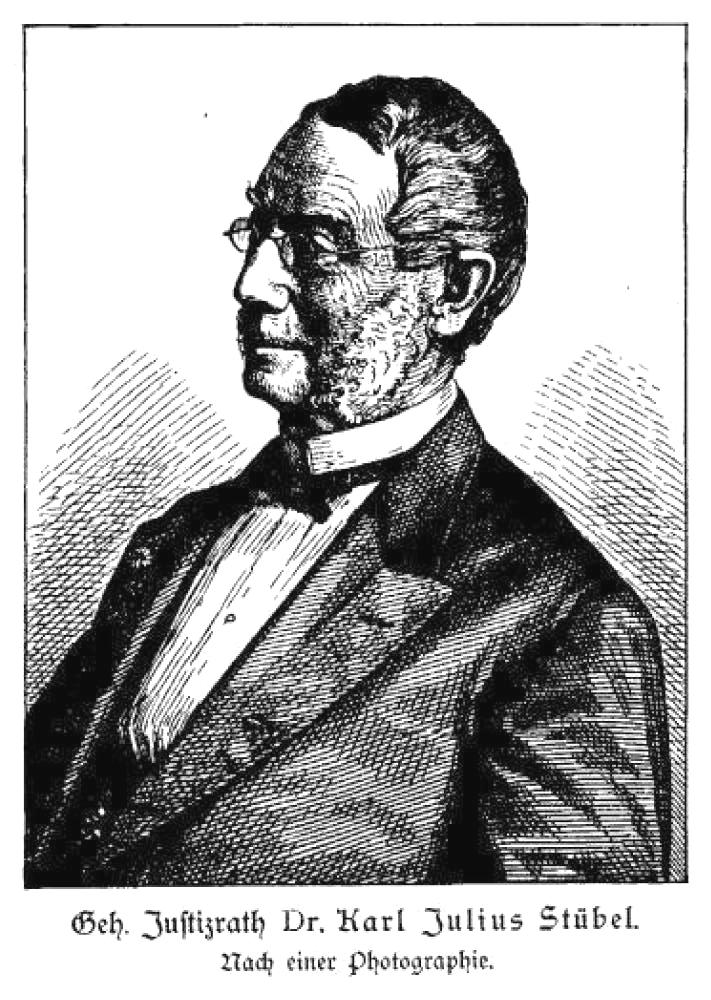
Carl Julius Stübel (um 1880)

Carl Julius Stübel, auch Karl Julius Stübel (* 11. März 1802 in Dresden; † 6. Januar 1891 ebenda) war ein königlich-sächsischer Geheimer Justizrat und stellvertretender Direktor des Dresdner Bezirksgerichtes. Er war außerdem 53 Jahre Ratsmitglied des Rates der Stadt Dresden und Stadtgerichtsrat. 1874 wurde er zum Ehrenbürger Dresdens ernannt.

## Leben
Carl Julius Stübel studierte an der Universität Leipzig Rechtswissenschaften und promovierte 1824 zum Dr. jur. Danach arbeitete er in Dresden als Advokat (Rechtsanwalt). 1830 war Carl Julius Stübel der letzte Stadtrat von Dresden, der nach der mittelalterlichen Ratsordnung gewählt wurde. Gleichzeitig wurde Stübel Mitglied des Munizipalstadtgerichts. Lange Jahre war er Vorstand der Abteilung für Vormundschafts- und Nachlassangelegenheiten beim Königlich Sächsischen Bezirksgericht und wurde in diesem Amt schließlich zum Geheimen Justizrat ernannt. 
Bei seinem Eintritt in den Ruhestand wurde Carl Julius Stübel für seine Verdienste in seiner 53-jährigen Ratsmitgliedschaft sowie sein Bemühen um die Förderung der Stadt am 31. Dezember 1874 die Ehrenbürgerwürde von Dresden verliehen. Hochgeachtet und beliebt verstarb er am 6. Januar 1891 im Alter von 88 Jahren.
Carl Julius Stübel war der Vater des späteren Dresdner Oberbürgermeisters Paul Alfred Stübel (1827–1895).

## Quelle
- Otto Richter: Die Geschichte der Familie Stübel. In: Dresdener Geschichtsblätter, Band 2, 1897–1900, Jahrgang 1897, Nr. 2, S. 25–31, hier S. 30–31. Digitalisat der SLUB Dresden